# Принцево (Шишацкий район)
Принцево (укр. Принцеве) — село,
Сагайдакский сельский совет,
Шишацкий район,
Полтавская область,
Украина.
Код КОАТУУ — 5325784606. Население по переписи 2001 года составляло 7 человек.

## Географическое положение
Село Принцево находится в 0,5 км от села Кирпотовка.
По селу протекает пересыхающий ручей с запрудой, который через 3 км впадает в реку Говтва.